# To Shoot Another Day
To Shoot Another Day treći je studijski album britanske glazbenice Rosalie Cunningham. Diskografske kuće Cherry Red Records i Esoteric Antenna objavile su ga 1. studenoga 2024.

## O albumu
Cunningham je izjavila da joj je to prvi album koji je od početka do kraja snimala u kućnom studiju, zbog čega je imala više vremena za iskušavanje različitih zvukova i aranžmana.
Dana 29. ožujka 2024. Cunningham je objavila dva singla: „Return of the Ellington” i „Home”. Za prvi je singl snimljen glazbeni spot. Oba su singla uvrštena u popis pjesama na CD izdanju albuma i na inačici albuma objavljenoj na digitalnim platformama, no ne nalaze se na gramofonskoj ploči.
„In the Shade of the Shadows”, prvi singl s albuma, objavljen je 27. rujna 2024. uz glazbeni spot. Sredinom listopada izdan je drugi singl „Heavy Pencil”, za koji je također snimljen glazbeni spot.

## Pjesme
Naslovna pjesma nadahnuta je glazbenim temama iz serijala filmova o Jamesu Bondu, što su istaknuli i brojni recenzenti. „Timothy Martin's Conditioning School”, druga pjesma na uratku, inspirirana je britanskim običajem konzumiranja alkohola u pabovima. Ta je pjesma dobila ime po Timu Martinu, osnivaču lanca britanskih pivnica pod imenom Wetherspoons. Posljednja pjesma, „The Premiere”, nadahnuta je glazbom Ennija Morriconea.

## Popis pjesama
Tekstovi: Rosalie Cunningham. 
| 1.    | »To Shoot Another Day«                     | Cunningham               | 5:02 |
| 2.    | »Timothy Martin's Conditioning School«     | Cunningham               | 2:43 |
| 3.    | »Heavy Pencil«                             | Cunningham               | 6:29 |
| 4.    | »Good to Be Damned«                        | Cunningham, Rosco Wilson | 4:51 |
| 5.    | »In the Shade of the Shadows«              | Cunningham, Wilson       | 5:18 |
| 6.    | »The Smut Peddler« (instrumentalna pjesma) | Cunningham               | 1:44 |
| 7.    | »Denim Eyes«                               | Cunningham               | 5:06 |
| 8.    | »Spook Racket«                             | Cunningham, Wilson       | 5:10 |
| 9.    | »Stepped Out of Time«                      | Cunningham               | 3:40 |
| 10.   | »The Premiere«                             | Cunningham, Wilson       | 4:56 |
| 44:59 |                                            |                          |      |

| Dodatne pjesme na CD-u i digitalnim platformama | Dodatne pjesme na CD-u i digitalnim platformama | Dodatne pjesme na CD-u i digitalnim platformama | Dodatne pjesme na CD-u i digitalnim platformama | Dodatne pjesme na CD-u i digitalnim platformama | Dodatne pjesme na CD-u i digitalnim platformama | Dodatne pjesme na CD-u i digitalnim platformama | Dodatne pjesme na CD-u i digitalnim platformama | Dodatne pjesme na CD-u i digitalnim platformama | Dodatne pjesme na CD-u i digitalnim platformama |
| Br.                                             | Skladba                                         | Skladatelj                                      | Trajanje                                        |                                                 |                                                 |                                                 |                                                 |                                                 |                                                 |
| ----------------------------------------------- | ----------------------------------------------- | ----------------------------------------------- | ----------------------------------------------- | ----------------------------------------------- | ----------------------------------------------- | ----------------------------------------------- | ----------------------------------------------- | ----------------------------------------------- | ----------------------------------------------- |
| 11.                                             | »Return of the Ellington«                       | Cunningham, Wilson                              | 4:29                                            |                                                 |                                                 |                                                 |                                                 |                                                 |                                                 |
| 12.                                             | »Home«                                          | Cunningham                                      | 3:45                                            |                                                 |                                                 |                                                 |                                                 |                                                 |                                                 |
| 53:13                                           |                                                 |                                                 |                                                 |                                                 |                                                 |                                                 |                                                 |                                                 |                                                 |

## Recenzije
| Recenzije        | Recenzije |
| Izvor            | Ocjena    |
| ---------------- | --------- |
| Classic Rock     | [ 3 ]     |
| God Is in the TV | 9/10      |
| Prog             | [ 5 ]     |

To Shoot Another Day dobio je pozitivne kritike. U recenziji za časopis Prog Jo Kendall dala mu je četiri i pol zvjezdice od njih pet, izjavila je kako su pjesme na njemu „više pune samopouzdanja od onih na njezinim prvim dvama albumima” i proglasila ga je „jednim od najrazigranijih i najoriginalnijih albuma objavljenih 2024.”. Nick James dao mu je devet bodova od njih deset u članku za God Is in the TV; napisao je da je riječ o „progresivnom rocku za 21. stoljeće punom svježih melodija i ritmova” te je dodao da je tim uratkom Cunningham „napravila očit korak naprijed u usporedbi s prijašnjim radovima”.
U osvrtu za Classic Rock Dom Lawson dao mu je četiri zvjezdice od njih pet napisavši da „poput prethodnih albuma spaja živahnu psihodeliju i zamršene dijelove u velik šljokičast dim prave čarolije” i dodavši da glazbeničina „urođena teatralnost i domišljat način pisanja pjesama bez muke stvaraju nježan, psihodeličan paralelni svijet koji vrijeme kao da ne dotiče”. Velvet Thunder istaknuo je da se uradak odlikuje „divljim izmjenama stilova i žanrova”, dodao je da su „izvedbe i aranžmani iznimno dobri” premda je sve „pomalo nalik na slagalicu s nasumičnim dijelovima” i zaključio je da je to glazbeničino „ključno djelo”.

## Zasluge
| Glazbenici - Rosalie Cunningham – vokal; akustična gitara (osim na 3., 4., 8. i 12. pjesmi); električna gitara (osim na pjesmi „Spook Racket”); bas-gitara; Hammondove orgulje (osim na 4., 5., 9. i 10. pjesmi); udaraljke (osim na 4., 6., 7. i 9. pjesmi); klavinet (na pjesmi „The Smut Peddler”); električni klavir (na pjesmi „Denim Eyes”); synth-gitara (na pjesmi „Stepped Out of Time”); melotron (na pjesmi „The Premiere”); produkcija, snimanje, miksanje, dizajn omota - Rosco Wilson – električna gitara (osim na 3., 5., 9. i 12. pjesmi); slide-gitara, sviranje doboša četkama (na pjesmi „In the Shade of the Shadows”); bubnjevi (na 6., 7. i 11. pjesmi); pedal steel-gitara (na pjesmi „The Premiere”); produkcija, snimanje, miksanje - David Woodcock – klavir (osim na 3., 6., 10., 11. i 12. pjesmi); Hammondove orgulje (na pjesmi „Good to Be Bad”) - Itamar Rubinger – bubnjevi (na 1. i 2. pjesmi) - Ian East – flauta, klarinet (na pjesmi „Heavy Pencil”); saksofon (na 3. i 5. pjesmi) - Raphael Mura – bubnjevi (osim na 1., 2., 6. i 12. pjesmi) - Barkley Woodcock – lavež (na pjesmi „Denim Eyes”) - Ric Sanders – električna violina (na pjesmi „Return of the Ellington”) - Claudia Gonzalez Diaz – flauta (na pjesmi „Return of the Ellington”) | Ostalo osoblje - Rees Broomfield – snimanje klavira i bubnjeva (na 1. i 2. pjesmi) - Jon Astley – mastering - Rob Blackham – fotografija - Mark Cunningham – dizajn |

## Ljestvice
| Ljestvica                                              | Najviša pozicija |
| ------------------------------------------------------ | ---------------- |
| Ujedinjeno Kraljevstvo (UK Album Sales)                | 96.              |
| Ujedinjeno Kraljevstvo (UK Independent Albums)         | 38.              |
| Ujedinjeno Kraljevstvo (UK Independent Album Breakers) | 9.               |
| Ujedinjeno Kraljevstvo (UK Physical Albums)            | 98.              |